# Слован (хоккейный клуб, Усти-над-Лабем)
«Слован» (чеш. Slovan Ústí nad Labem) — чешский клуб по хоккею с шайбой из Усти-над-Лабем. Основан в 1963 году. Выступает в первой чешской лиге.

## История
Хоккейный клуб «Слован» был основан в 1963 году. В чехословацком чемпионате выступал во 2-й и 3-й лигах. В сезоне 2002/03 клуб был переименован в «Слован Устечи Льви». В сезоне 2006/07 команда выиграла первую чешскую лигу и впервые в истории вышла в Экстралигу. В сезоне 2007/08 клуб занял последнее место в лиге. В квалификационном турнире за право остаться в элите «Слован Устечти Льви» уступил «Младе Болеслав». В следующем году команда уступила в квалификации «Пиратам». В 2014 году клуб оказался на грани банкротства. Тем не менее, команду сохранить удалось. Клуб вернул себе старое название и продолжил выступление в турнире.

## Прежние названия клуба
- 1963 — ТЕ «Слован»
- 1993 — ХК «Слован»
- 2002 — ХК «Слован Устечти Льви»
- 2014 — ХК «Слован»

## Известные хоккеисты
Самыми известными хоккеистами, которые родились в Усти-над-Лабем, являются олимпийские чемпионы 1998 года Милан Хейдук и Ян Чалоун. Воспитанником клуба является чемпион мира 2000 года Мартин Штепанек. В последние годы самым известным хоккеистом клуба считается Ярослав Роубик, лучший бомбардир в истории чешской первой лиги. На счету Роубика на начало сезона 2019/2020 была 1061 игра, набранных очков также ровно 1061 (474 шайбы и 587 передач).
За клуб также в разные годы выступали такие известные хоккеисты, как Зденек Орцт, Душан Салфицки, Павел Францоуз, Павел Янку, Ян Алинч, Роберт Кисела, Робин Ганзл, Ян Коварж, Роман Червенка, Томаш Хертл.